# جولیا وث
جولیا وُث (انگلیسی: Julia Voth؛ زادهٔ ۱۶ مهٔ ۱۹۸۵) یک هنرپیشه اهل کانادایی‌الاصل اهل ایالات متحده آمریکا است. وی از سال ۲۰۰۲ میلادی تاکنون مشغول فعالیت بوده است.
از فیلم‌ها یا برنامه‌های تلویزیونی که وی در آن نقش داشته است می‌توان به سالگرد، عشق لطمه می‌زند و سوپرنچرال اشاره کرد.